# Dextrinocystis
Dextrinocystis är ett släkte av svampar. Dextrinocystis ingår i familjen Hydnodontaceae, ordningen Trechisporales, klassen Agaricomycetes, divisionen basidiesvampar och riket svampar.
|                | Tubulicium                                |
|                |                                           |
|                | Trechispora                               |
|                |                                           |
|                | Litschauerella                            |
|                |                                           |
|                | Hydnodon                                  |
|                |                                           |
|                | Brevicellicium                            |
|                |                                           |
|                | Sphaerobasidium                           |
|                |                                           |
|                | Sistotremella                             |
|                |                                           |
|                | Sistotremastrum                           |
|                |                                           |
|                | Fibrodontia                               |
|                |                                           |
|                | Subulicystidium                           |
|                |                                           |
|                | Luellia                                   |
|                |                                           |
| Dextrinocystis | \| \| Dextrinocystis capitata \| \| \| \| |
|                | \| \| Dextrinocystis capitata \| \| \| \| |
|                | Cristelloporia                            |
|                |                                           |
|                | Dextrinodontia                            |
|                |                                           |
|                | Dextrinocystis capitata                   |
|                |                                           |

|  | Dextrinocystis capitata |
|  |                         |